# Sitzverteilung in den österreichischen Landtagen
- KPÖ: 6
- SPÖ: 125
- GRÜNE: 41
- FRITZ: 3
- NEOS: 23
- MFG: 3
- ÖVP: 124
- TK: 5
- FPÖ: 110

Diese Seite gibt einen Überblick über die Sitzverteilung in den österreichischen Landtagen. Der Wiener Landtag ist mit dem Wiener Gemeinderat personalident.

## Tabellarische Übersicht
| Bundesland       | letzte Wahl | Sitze | SPÖ | ÖVP | FPÖ | Grüne | NEOS | KPÖ | Andere  | Wilde Abg. | Wahlperiode Jahre | nächste Wahl * |
| ---------------- | ----------- | ----- | --- | --- | --- | ----- | ---- | --- | ------- | ---------- | ----------------- | -------------- |
| Burgenland       | 2025        | 036   | 17  | 08  | 09  | 02    |      |     |         |            | 5                 | 2030           |
| Kärnten          | 2023        | 036   | 15  | 07  | 09  |       |      |     | TK 5    |            | 5                 | 2028           |
| Niederösterreich | 2023        | 056   | 12  | 23  | 14  | 04    | 03   |     |         |            | 5                 | 2028           |
| Oberösterreich   | 2021        | 056   | 11  | 22  | 11  | 07    | 02   |     | MFG 3   |            | 6                 | 2027           |
| Salzburg         | 2023        | 036   | 07  | 12  | 10  | 03    |      | 04  |         |            | 5                 | 2028           |
| Steiermark       | 2024        | 048   | 10  | 13  | 17  | 03    | 03   | 02  |         |            | 5                 | 2029           |
| Tirol            | 2022        | 036   | 07  | 14  | 07  | 03    | 02   |     | FRITZ 3 |            | 5                 | 2027           |
| Vorarlberg       | 2024        | 036   | 03  | 15  | 11  | 04    | 03   |     |         |            | 5                 | 2029           |
| Wien             | 2025        | 100   | 43  | 10  | 22  | 15    | 10   |     |         |            | 5                 | 2030           |
| Gesamt           | Gesamt      | 440   | 125 | 124 | 110 | 41    | 23   | 6   | 11      |            |                   |                |

Die regierenden Parteien sind fett hervorgehoben.

## Grafische Sitzverteilung
| Burgenland     | Kärnten    | Niederösterreich | Legende Österreichische Volkspartei Sozialdemokratische Partei Österreichs Freiheitliche Partei Österreichs Die Grünen – Die Grüne Alternative NEOS – Das Neue Österreich und Liberales Forum Team Kärnten Liste Fritz Dinkhauser Kommunistische Partei Österreichs MFG – Österreich Menschen – Freiheit – Grundrechte wilde Abgeordnete |
| Oberösterreich | Salzburg   | Steiermark       | Legende Österreichische Volkspartei Sozialdemokratische Partei Österreichs Freiheitliche Partei Österreichs Die Grünen – Die Grüne Alternative NEOS – Das Neue Österreich und Liberales Forum Team Kärnten Liste Fritz Dinkhauser Kommunistische Partei Österreichs MFG – Österreich Menschen – Freiheit – Grundrechte wilde Abgeordnete |
| Tirol          | Vorarlberg | Wien             | Legende Österreichische Volkspartei Sozialdemokratische Partei Österreichs Freiheitliche Partei Österreichs Die Grünen – Die Grüne Alternative NEOS – Das Neue Österreich und Liberales Forum Team Kärnten Liste Fritz Dinkhauser Kommunistische Partei Österreichs MFG – Österreich Menschen – Freiheit – Grundrechte wilde Abgeordnete |